# Lyset holder mig med selskab
|  | Denne artikel er oprettet af botten PalnaBot ud fra en ekstern database. Den kan derfor have sproglige fejl eller mangler. Denne skabelon kan fjernes efter kontrol af indholdet. |

Lyset holder mig med selskab er en svensk/dansk film instrueret af Carl-Gustav Nykvist. Filmen er produceret af det svenske produktionsselskab Beluga Film og er distribueret i Danmark via DFI.

## Handling
Lyset giver mig en følelse af åndelig atmosfære. Du har lyset ' du behøver ikke at føle dig ensom. Ordene er den svenske mesterfotograf Sven Nykvists, der især er kendt for sit årelange samarbejde med Ingmar Bergman. I 1998 blev Sven Nykvist ramt af afasi, og filmen er en hyldest til Sven Nykvist lavet af sønnen Carl-Gustav Nykvist. Filmen skildrer fotografens livsværk gennem interviews med en række af de filmfolk, han har arbejdet sammen med: Ingmar Bergman, Erland Josephson, Susan Sarandon, Stellan Skarsgård, Gena Rowlands, Liv Ullmann, Woody Allen, Roman Polanski, Bibi Andersson, Jan Troell og mange flere.